# Wojtek Fibak
Wojtek Fibak, né le 30 août 1952 à Poznań, est un ancien joueur de tennis professionnel polonais.

## Biographie
Fibak se fait connaître en battant Arthur Ashe en 1974. Il est entré en 1975 dans les vingt-cinq meilleurs joueurs du monde. En 1980, il s'est qualifié pour les quarts de finale de Roland-Garros, de Wimbledon et de l'US Open. En 1976, il remporte ses premiers titres sur le circuit ATP, et atteint la finale de Monte Carlo en réalisant l'exploit de battre Björn Borg. Il a brillé en double, remportant en 1978 l'Open d'Australie avec Kim Warwick. En 1981, il bat Jimmy Connors à Philadelphie.
Après la fin de sa carrière sportive dans le tennis professionnel, il s'est reconverti dans les affaires : Fibak Investment Group, représentation en Pologne de Volvo, édition de nombreux titres de la presse écrite polonaise (Dziennik Śląski, Sport, Gazeta Poznańska, Express Wieczorny). Il est également un grand collectionneur d'œuvres d'art, notamment de peinture polonaise du XXe siècle : il a ouvert une galerie d'art à Varsovie. Il partage sa vie entre la principauté de Monaco, où il a été consul honoraire de Pologne, et Varsovie. Reconverti également comme coach, il a mené Ivan Lendl à la victoire à Roland Garros et s'est également occupé d'Henri Leconte l'année de sa finale de Roland Garros contre Matts Wilander.
Marié deux fois, il a trois filles : Agnieszka, Paulina et Nina.

## Parcours dans les tournois duGrand Chelem

### En simple
| Année | Open d'Australie | Open d'Australie | Internationaux de France | Internationaux de France | Wimbledon       | Wimbledon    | US Open         | US Open      | Open d'Australie | Open d'Australie |
| ----- | ---------------- | ---------------- | ------------------------ | ------------------------ | --------------- | ------------ | --------------- | ------------ | ---------------- | ---------------- |
| 1975  | —                | —                | 1er tour (1/64)          | J. Kodeš                 | 1er tour (1/64) | C. Mukerjea  | 3e tour (1/16)  | H. Solomon   | n.o.             | n.o.             |
| 1976  | —                | —                | 1/8 de finale            | E. Dibbs                 | 2e tour (1/32)  | U. Pinner    | 1er tour (1/64) | R. Moore     | n.o.             | n.o.             |
| 1977  | —                | —                | 1/4 de finale            | G. Vilas                 | 1/8 de finale   | B. Borg      | 1/8 de finale   | B. Gottfried | —                | —                |
| 1978  | n.o.             | n.o.             | 1/8 de finale            | E. Dibbs                 | 1/8 de finale   | S. Mayer     | 3e tour (1/16)  | B. Walts     | 1/8 de finale    | H. Pfister       |
| 1979  | n.o.             | n.o.             | 1/8 de finale            | E. Dibbs                 | 1er tour (1/64) | B. Manson    | 2e tour (1/32)  | Y. Noah      | —                | —                |
| 1980  | n.o.             | n.o.             | 1/4 de finale            | V. Gerulaitis            | 1/4 de finale   | B. Gottfried | 1/4 de finale   | J. Kriek     | —                | —                |
| 1981  | n.o.             | n.o.             | 1/8 de finale            | V. Pecci                 | 1/8 de finale   | J. Connors   | 1er tour (1/64) | K. Curren    | —                | —                |
| 1982  | n.o.             | n.o.             | 1/8 de finale            | Y. Noah                  | —               | —            | 1er tour (1/64) | C. Mayotte   | —                | —                |
| 1983  | n.o.             | n.o.             | 1er tour (1/64)          | B. Fritz                 | 2e tour (1/32)  | B. Teacher   | —               | —            | —                | —                |
| 1984  | n.o.             | n.o.             | 3e tour (1/16)           | B. Taróczy               | 1er tour (1/64) | J. Hlasek    | 1er tour (1/64) | H. Sundström | —                | —                |
| 1985  | n.o.             | n.o.             | 1er tour (1/64)          | J. López Maeso           | 1er tour (1/64) | M. Leach     | 1er tour (1/64) | H. Leconte   | —                | —                |
| 1986  | n.o.             | n.o.             | —                        | —                        | 2e tour (1/32)  | J. Nyström   | 1er tour (1/64) | F. Maciel    | n.o.             | n.o.             |

N.B. : à droite du résultat se trouve le nom de l'ultime adversaire.

### En double
| Année | Open d'Australie | Open d'Australie | Internationaux de France   | Internationaux de France | Wimbledon                   | Wimbledon               | US Open                    | US Open                | Open d'Australie    | Open d'Australie    |
| ----- | ---------------- | ---------------- | -------------------------- | ------------------------ | --------------------------- | ----------------------- | -------------------------- | ---------------------- | ------------------- | ------------------- |
| 1974  | —                | —                | 1er tour (1/32) T. Nowicki | E. Dibbs H. Solomon      | —                           | —                       | —                          | —                      | n.o.                | n.o.                |
| 1975  | —                | —                | 1/8 de finale B. Taróczy   | A. Metreveli I. Năstase  | 2e tour (1/16) F. McNair    | Dowdeswell A. Stone     | 2e tour (1/16) J. Kodeš    | F. McNair S. Stewart   | n.o.                | n.o.                |
| 1976  | —                | —                | 1/8 de finale K. Meiler    | R. Cano B. Prajoux       | 1/4 de finale K. Meiler     | B. Gottfried R. Ramírez | 2e tour (1/16) B. Borg     | F. Stolle C. Graebner  | n.o.                | n.o.                |
| 1977  | —                | —                | Finale J. Kodeš            | B. Gottfried R. Ramírez  | 1/4 de finale D. Stockton   | Carmichael B. Teacher   | 2e tour (1/16) D. Stockton | Carmichael B. Teacher  | —                   | —                   |
| 1978  | n.o.             | n.o.             | 1/2 finale T. Okker        | M. Orantes J. Higueras   | 1/2 finale T. Okker         | P. Fleming J. McEnroe   | 1/2 finale T. Okker        | S. Smith R. Lutz       | Victoire K. Warwick | P. Kronk C. Letcher |
| 1979  | n.o.             | n.o.             | 2e tour (1/16) T. Okker    | J. Lloyd P. McNamara     | 1er tour (1/32) T. Okker    | T. Lloyd J. Lloyd       | 2e tour (1/16) T. Okker    | R. Emerson F. Stolle   | —                   | —                   |
| 1980  | n.o.             | n.o.             | 1/2 finale I. Lendl        | B. Gottfried R. Ramírez  | 2e tour (1/16) T. Okker     | B. Teacher F. Taygan    | 1/8 de finale I. Lendl     | P. Feigl J. Fillol     | —                   | —                   |
| 1981  | n.o.             | n.o.             | —                          | —                        | —                           | —                       | 1er tour (1/32) S. Smith   | P. Fishbach M. Hardy   | —                   | —                   |
| 1982  | n.o.             | n.o.             | 2e tour (1/16) Fitzgerald  | J. Alexander P. Cash     | —                           | —                       | 1/8 de finale Fitzgerald   | K. Curren S. Denton    | —                   | —                   |
| 1983  | n.o.             | n.o.             | 1er tour (1/32) P. Dupré   | E. Fromm S. Glickstein   | 2e tour (1/16) M. Dickson   | B. Mitton R. Moore      | —                          | —                      | —                   | —                   |
| 1984  | n.o.             | n.o.             | 1er tour (1/32) Bo. Becker | J. Canter D. Tarr        | 1er tour (1/32) Bo. Becker  | T. Šmíd P. Složil       | 1/8 de finale S. Mayer     | P. Fleming J. McEnroe  | —                   | —                   |
| 1985  | n.o.             | n.o.             | 1er tour (1/32) M. Leach   | E. Edwards D. Visser     | 1er tour (1/32) Živojinović | K. Curren J. Kriek      | 2e tour (1/16) L. Pimek    | Mortensen Simonsson    | —                   | —                   |
| 1986  | n.o.             | n.o.             | 1er tour (1/32) C. Panatta | B. Dyke W. Masur         | 1/8 de finale G. Forget     | J. Nyström M. Wilander  | 1er tour (1/32) R. Acioly  | M. Mečíř L. Pimek      | n.o.                | n.o.                |
| 1987  | —                | —                | 1er tour (1/32) M. Bauer   | D. Cahill Kratzmann      | 2e tour (1/16) M. Bauer     | Fitzgerald T. Šmíd      | 2e tour (1/16) Antonitsch  | J. Nyström M. Wilander | n.o.                | n.o.                |

N.B. : le nom du ou de la partenaire se trouve sous le résultat ; le nom des ultimes adversaires se trouve à droite.

## Participation aux Masters

### En double
| Année | Ville    | Surface         | Partenaire | Résultats | Résultat final |
| ----- | -------- | --------------- | ---------- | --------- | -------------- |
| 1978  | New York | Moquette indoor | Tom Okker  | 1v, 1d    | Finaliste      |
| 1979  | New York | Moquette indoor | Tom Okker  | 1v, 1d    | Finaliste      |